# Maria Ludwika Austriaczka
Maria Ludwika, Maria Luiza, fr.  Marie-Louise Léopoldine Françoise Thérèse Joséphine Lucie, Impératrice des Français (ur. 12 grudnia 1791 w Wiedniu, zm. 17 grudnia 1847 w Parmie) – druga żona Napoleona I i matka Napoleona II. Cesarzowa Francuzów w latach 1811–1814, księżna Parmy, Piacenzy i Guastalli (fr. Duchesse de Parme, Plaisance et Guastalla) w latach 1814–1847 (do 1817 z prawem dziedziczenia tronu).

## Dzieciństwo i wczesna młodość
Maria Ludwika była córką ostatniego władcy Świętego Cesarstwa – Franciszka II z rodu Habsburgów-Lotaryngia i jego drugiej żony Marii Teresy, córki króla Neapolu Ferdynanda IV. Otrzymała wychowanie typowe dla wszystkich arcyksiężniczek austriackich: otoczona przez wiele guwernantek z ochmistrzynią swego dworu na czele, uczyła się francuskiego, włoskiego, hiszpańskiego i angielskiego, a nawet poznała łacinę, by móc się porozumieć z węgierskimi poddanymi ojca.

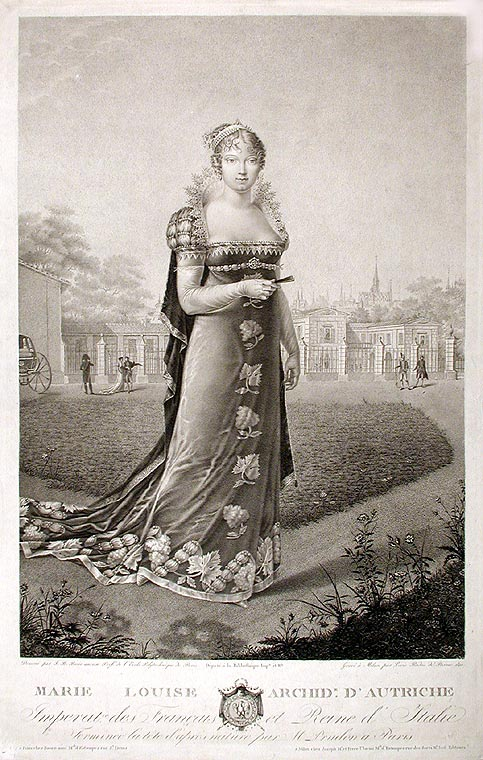
Młoda Maria Ludwika

## Ślub z Napoleonem
Po swym zwycięstwie nad Austrią w 1809 (bitwa pod Wagram) Napoleon znajdował się u szczytu sławy i postanowił rozwieść się z dotychczasową małżonką Józefiną, która nie mogła mieć dzieci. Do wyboru miał Romanowów, Wettynów, Habsburgów. Wybrał najpierw Rosjankę, ale car Aleksander I, jeszcze w czasie rokowań pokojowych w Tylży przychylny mariażowi, zaczął dawać wymijające odpowiedzi, zatem wybór Napoleona padł na arcyksiężniczkę. Napoleon pozostał głuchy na ostrzeżenia, iż Maria Ludwika może obudzić złe wspomnienia o ostatniej monarchini, Marii Antoninie (gdyż obie były Austriaczkami, ponadto ostatnia królowa była ciotką przyszłej cesarzowej).

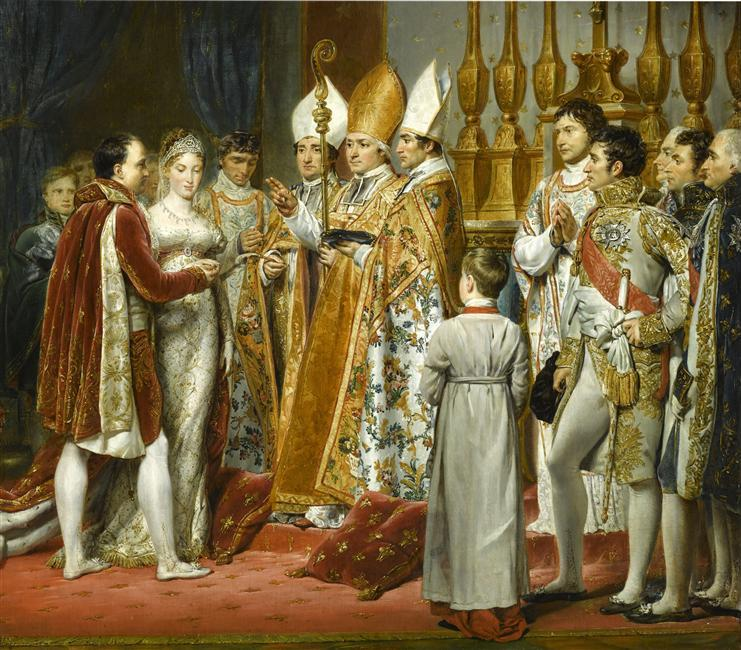
Ślub Marii Ludwiki z Napoleonem

Małżeństwo per procuram zostało zawarte w Wiedniu 11 marca 1810, małżonka reprezentował stryj oblubienicy arcyks. Karol. 13 marca Maria Ludwika wyruszyła w towarzystwie królowej Neapolu w podróż do Francji. Wybranie Karoliny Murat jako opiekunki arcyksiężniczki nie było zbyt taktownym wyborem zważywszy, że Maria Karolina Habsburg, obalona królowa Neapolu, była ciotką przyszłej cesarzowej, poprzez matkę Marię Teresę Sycylijską była wnuczką króla Neapolu Ferdynanda I Burbona.
Ślub cywilny odbył się w Saint-Cloud. Na głowę Marii Ludwiki została włożona korona wykonana na koronację Józefiny.

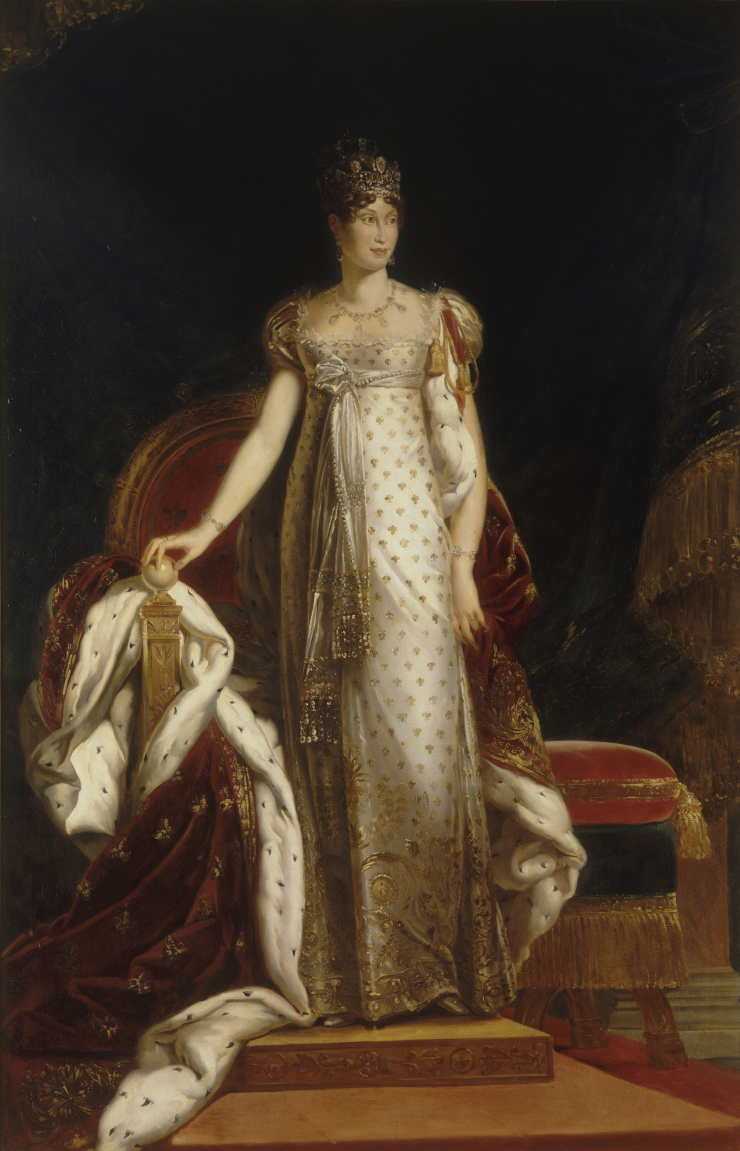
Cesarzowa Maria Ludwika

## Narodziny syna i upadek I Cesarstwa
20 marca 1811 roku Maria Ludwika urodziła Napoleonowi syna, późniejszego księcia Reichstadtu.
W maju 1812 małżonkowie udali się na spotkanie monarchów europejskich do Drezna, które stało się ostatnią apoteozą cesarskiej chwały Bonapartego. Po przegranej kampanii rosyjskiej i bitwie pod Lipskiem Napoleon mianował Marię Ludwikę regentką i wyruszył w roku 1814 na ostatni bój o Paryż.

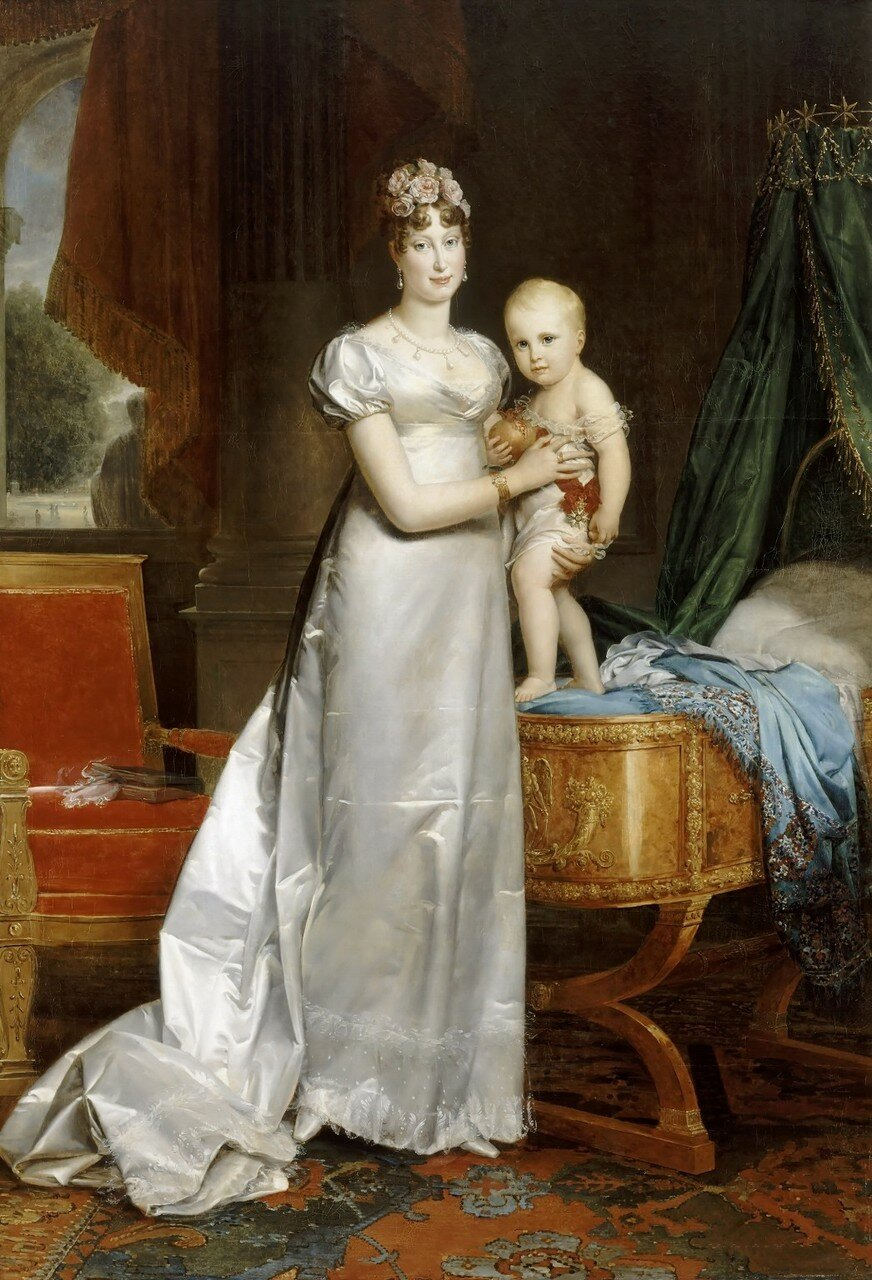
Maria Ludwika z synem (1813)

Gdy zbliżały się oddziały nieprzyjacielskie, Maria Ludwika wraz z synem i braćmi Napoleona Józefem i Hieronimem uszła do Rambouillet i stamtąd do Blois. Po abdykacji Napoleona wróciła do Rambouillet, gdzie zwycięzcy przedstawili jej warunki pokoju: i Napoleon i ona mieli zachować tytuły cesarskie, mężowi przekazano we władania wyspę Elbę, a jej w dziedziczne posiadanie Księstwo Parmy, Piacenzy i Guastalli położone we Włoszech. Na zaproszenie ojca, który ją odwiedził w Rambouillet, Maria Ludwika z synem udała się do Wiednia.
2 maja Maria Ludwika wraz z synem przekroczyła Ren w drodze do Schönbrunnu.

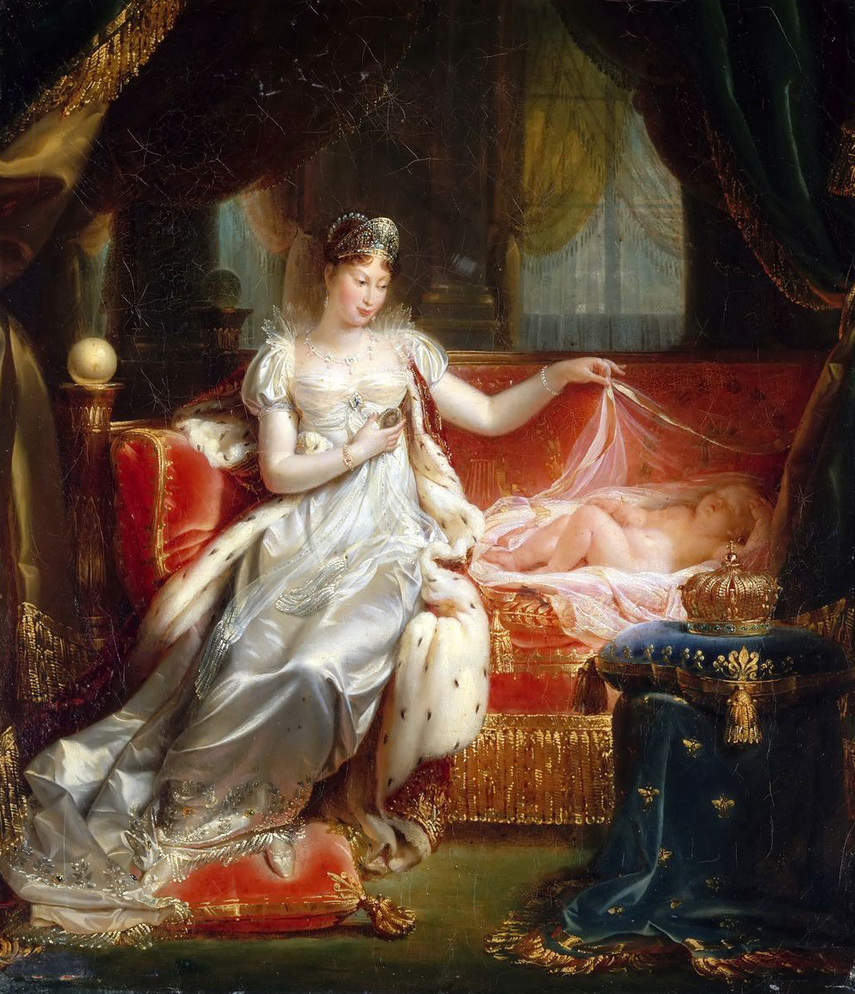
Maria Ludwika z synkiem Napoleonem.

Ostatnim aktem politycznym cesarzowej było pismo z 19 lutego tegoż roku, skierowane do monarchów Świętego Przymierza, w którym protestowała przeciw restauracji Burbonów i żądała tronu francuskiego dla swego syna.

## Panująca księżna Parmy i Guastalli
W kwietniu 1816 roku Maria Ludwika rozpoczęła rządy jako księżna Parmy. Jej wielkim szambelanem, głównodowodzącym armii, ministrem spraw zagranicznych i ministrem spraw wewnętrznych został Adam von Neipperg, który okazał się skutecznym politykiem. Jego rządy zapewniły mieszkańcom Parmy dobrobyt, a księżnej popularność. W maju 1817 roku w swojej willi w Colorno urodziła córkę, Albertynę (ur. 1817), potem syna Wilhelma Alberta (1819–1897), a następnie kolejną córkę, Matyldę, która zmarła wkrótce po porodzie. Dzieci otrzymały tytuły księcia i księżniczek Montenovo.

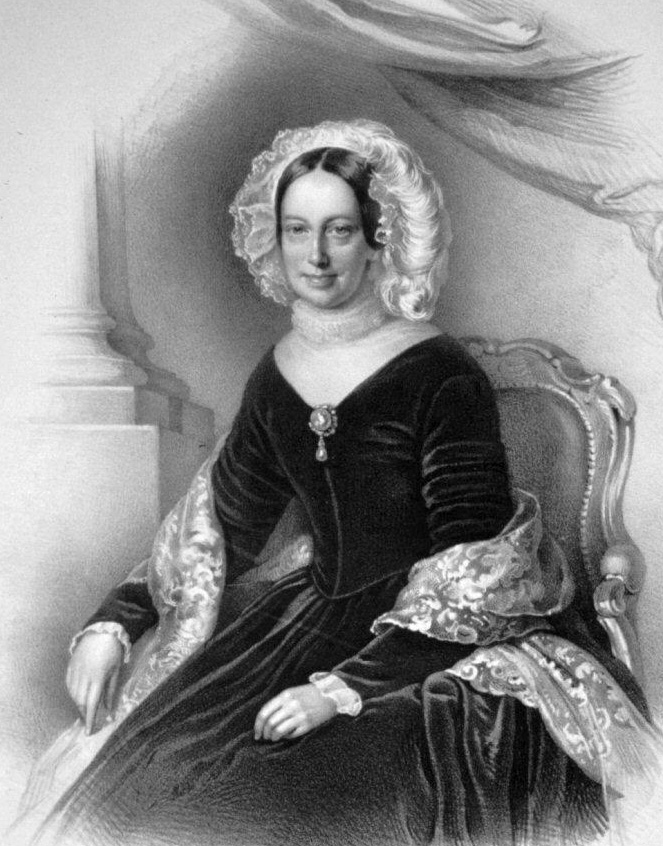
Maria Ludwika ok. 1840 roku

Maria Ludwika była uwielbiana przez swoich zwykle krytycznych poddanych. Kierowała z godnością i wdziękiem nie tylko ceremoniami dworskimi, ale i paradami wojskowymi.
Pierwszy mąż Marii Ludwiki, Napoleon Bonaparte, zmarł 5 maja 1821 roku. Kiedy w 1829 roku drugi mąż zmarł na atak serca w wieku 53 lat, popadła w głębokie przygnębienie. W 1832 roku, po długiej chorobie, zmarł syn Marii Ludwiki i Napoleona. Maria Ludwika była przy nim w ostatnich tygodniach życia.
W 1834 roku Maria Ludwika wyszła ponownie za mąż. Jej wybrankiem był marszałek jej dworu, poważny i pompatyczny Francuz, hrabia Charles de Bombelles. Ślub utrzymywała w sekrecie aż do swojej śmierci.
Maria Ludwika cieszyła się taką popularnością u poddanych, że przetrwała polityczną burzę na początku lat 30. XIX wieku. Dwa razy musiała uciekać przed włoskimi rewolucjonistami: w roku 1831, zanim armia austriacka pomogła jej odzyskać tron, i w 1847 roku, gdy uciekła do Wiednia i dopiero 6 miesięcy później powróciła do swej stolicy, Parmy. Zmarła na zapalenie opłucnej w Parmie w 1847 roku po ponad 30-letnim panowaniu, została pochowana w krypcie cesarskiej wiedeńskiego kościoła kapucynów.
Pojawiają się nawet żądania przeniesienia jej ciała do Parmy, a grób w Wiedniu potomkowie jej dawnych poddanych dekorują parmeńskimi fiołkami.

## Wywód genealogiczny
| Franciszek I Lotaryński |  |  |  |  |  |  |  |                         |  |  |  |  |  |  |  |                         |  |  |  |  |  |  |  |                           |
|                         |  |  |  |  |  |  |  |                         |  |  |  |  |  |  |  |                         |  |  |  |  |  |  |  |                           |
|                         |  |  |  |  |  |  |  | Leopold II Habsburg     |  |  |  |  |  |  |  |                         |  |  |  |  |  |  |  |                           |
|                         |  |  |  |  |  |  |  |                         |  |  |  |  |  |  |  |                         |  |  |  |  |  |  |  |                           |
| Maria Teresa Habsburg   |  |  |  |  |  |  |  |                         |  |  |  |  |  |  |  |                         |  |  |  |  |  |  |  |                           |
|                         |  |  |  |  |  |  |  |                         |  |  |  |  |  |  |  |                         |  |  |  |  |  |  |  |                           |
|                         |  |  |  |  |  |  |  |                         |  |  |  |  |  |  |  | Franciszek II Habsburg  |  |  |  |  |  |  |  |                           |
|                         |  |  |  |  |  |  |  |                         |  |  |  |  |  |  |  |                         |  |  |  |  |  |  |  |                           |
| Karol III Hiszpański    |  |  |  |  |  |  |  |                         |  |  |  |  |  |  |  |                         |  |  |  |  |  |  |  |                           |
|                         |  |  |  |  |  |  |  |                         |  |  |  |  |  |  |  |                         |  |  |  |  |  |  |  |                           |
|                         |  |  |  |  |  |  |  | Maria Ludwika Burbon    |  |  |  |  |  |  |  |                         |  |  |  |  |  |  |  |                           |
|                         |  |  |  |  |  |  |  |                         |  |  |  |  |  |  |  |                         |  |  |  |  |  |  |  |                           |
| Maria Amalia Saksońska  |  |  |  |  |  |  |  |                         |  |  |  |  |  |  |  |                         |  |  |  |  |  |  |  |                           |
|                         |  |  |  |  |  |  |  |                         |  |  |  |  |  |  |  |                         |  |  |  |  |  |  |  |                           |
|                         |  |  |  |  |  |  |  |                         |  |  |  |  |  |  |  |                         |  |  |  |  |  |  |  | Maria Ludwika Austriaczka |
|                         |  |  |  |  |  |  |  |                         |  |  |  |  |  |  |  |                         |  |  |  |  |  |  |  |                           |
| Karol III Hiszpański    |  |  |  |  |  |  |  |                         |  |  |  |  |  |  |  |                         |  |  |  |  |  |  |  |                           |
|                         |  |  |  |  |  |  |  |                         |  |  |  |  |  |  |  |                         |  |  |  |  |  |  |  |                           |
|                         |  |  |  |  |  |  |  | Ferdynand I Sycylijski  |  |  |  |  |  |  |  |                         |  |  |  |  |  |  |  |                           |
|                         |  |  |  |  |  |  |  |                         |  |  |  |  |  |  |  |                         |  |  |  |  |  |  |  |                           |
| Maria Amalia Saksońska  |  |  |  |  |  |  |  |                         |  |  |  |  |  |  |  |                         |  |  |  |  |  |  |  |                           |
|                         |  |  |  |  |  |  |  |                         |  |  |  |  |  |  |  |                         |  |  |  |  |  |  |  |                           |
|                         |  |  |  |  |  |  |  |                         |  |  |  |  |  |  |  | Maria Teresa Sycylijska |  |  |  |  |  |  |  |                           |
|                         |  |  |  |  |  |  |  |                         |  |  |  |  |  |  |  |                         |  |  |  |  |  |  |  |                           |
| Franciszek I Lotaryński |  |  |  |  |  |  |  |                         |  |  |  |  |  |  |  |                         |  |  |  |  |  |  |  |                           |
|                         |  |  |  |  |  |  |  |                         |  |  |  |  |  |  |  |                         |  |  |  |  |  |  |  |                           |
|                         |  |  |  |  |  |  |  | Maria Karolina Habsburg |  |  |  |  |  |  |  |                         |  |  |  |  |  |  |  |                           |
|                         |  |  |  |  |  |  |  |                         |  |  |  |  |  |  |  |                         |  |  |  |  |  |  |  |                           |
| Maria Teresa Habsburg   |  |  |  |  |  |  |  |                         |  |  |  |  |  |  |  |                         |  |  |  |  |  |  |  |                           |
|                         |  |  |  |  |  |  |  |                         |  |  |  |  |  |  |  |                         |  |  |  |  |  |  |  |                           |